# Neotridactylus politus
Neotridactylus politus är en insektsart som först beskrevs av Bruner, L. 1916.  Neotridactylus politus ingår i släktet Neotridactylus och familjen Tridactylidae. Inga underarter finns listade i Catalogue of Life.